# エジプト共産党
エジプト共産党は、エジプトの共産主義党派の一つである。

## 概要
この党派はかつてのエジプト共産党のメンバーによって1975年に成立した共産主義政党である。指導者はサラ・アドリである。
エジプト共産党はムバラク政権下で徹底的に弾圧されてきた。しかしながら地下活動を続け2011年のエジプト民衆革命では、政権側の虐殺、投獄にもかかわらず多数の労働者を動員させることに成功した。
2011年5月10日には革命社会主義者、エジプト社会党、労働者民主党、社会民衆連合党と共に政党連合「社会主義勢力同盟」を結成した。